# Hanna Falk
Pour les articles homonymes, voir Falk.
Hanna Linnéa Falk, née le 5 juillet 1989 à Ulricehamn, est une fondeuse suédoise. Elle est spécialiste du sprint, discipline dans laquelle elle gagne trois manches de Coupe du monde et se classe troisième de la spécialité en 2016-2017.

## Carrière
Membre du club d'Ulricehamn, elle prend son premier départ en Coupe du monde en 2007 à Stockholm. En 2008 et 2009, elle gagne la médaille d'argent du relais aux Championnats du monde junior et y est cinquième du sprint notamment en 2009.
Pour sa troisième course dans l'élite, elle  monte son premier podium individuel avec une victoire le 5 décembre 2009 sur le sprint libre à Düsseldorf. Le mois suivant, elle gagne de nouveau lors du sprint classique d'Otepää. En février 2010, elle participe aux Jeux olympiques à Vancouver, où est elle 29e du sprint classique. Son troisième podium intervient un an plus tard à Liberec sur un sprint. Lors de ses premiers championnats du monde en 2011, elle est onzième du sprint libre.
Lors de la saison 2011-2012, elle souffre d'une infection bactérienne et est donc peu performante. En 2012-2013, son meilleur résultat est une dixième place en Coupe du monde.
En 2014 et 2015, elle gagne deux nouveaux titres de championne de Suède sur le sprint, mais est de nouveau finaliste de plusieurs sprints en Coupe du monde, sans atteindre le podium.
En fin d'année 2015, avec sa 17e place au mini-Tour de Ruka, elle obtient son premier résultat dans les points sur une course par étapes et en distance.
Revenue à son niveau de 2010, elle monte de nouveau sur un podium dans la Coupe du monde après sept ans de disette, en décembre 2016 sur le sprint classique de Lillehammer en ouverture de la saison. Au plus haut niveau, elle collecte quatre podiums dans des sprints, à Davos, Toblach, Drammen et Québec (Finales). Ainsi, elle occupe la troisième place au classement de la spécialité à l'issue de l'hiver. Aux Championnats du monde de Lahti, tout près du podium, elle est quatrième du sprint libre et quinzième du dix kilomètres classique.
En 2018, elle revient aux Jeux olympiques à l'occasion de ceux de Pyeongchang, pour prendre la cinquième place au sprint classique notamment. Elle venait de remporter sa troisième course en Coupe du monde au sprint de Dresde. Elle est de nouveau victorieuse aux Finales de Falun en sprint libre.
Souffrant régulièrement du dos, elle dispute ses dernières courses avec l'équipe nationale en 2021, envisageant un retour pour courir des marathons de ski.

## Palmarès

### Jeux olympiques d'hiver
| Épreuve / Édition   | Sprint                           | Sprint    | 10 km                            | 10 km                            | Poursuite / Skiathlon 2 × 7,5 km | 30 km | Relais                           | Relais   |
| Épreuve / Édition   | libre                            | classique | libre                            | classique                        | Poursuite / Skiathlon 2 × 7,5 km | 30 km | Sprint                           | 4 × 5 km |
| JO 2010 Vancouver   | Épreuve inexistante à cette date | 29e       | Épreuve inexistante à cette date | Épreuve inexistante à cette date | —                                | —     | Épreuve inexistante à cette date | —        |
| JO 2018 Pyeongchang | Épreuve inexistante à cette date | 5e        | 21e                              | Épreuve inexistante à cette date | —                                |       |                                  |          |

Légende :
- : pas d'épreuve
- — : Non disputée par Falk

### Championnats du monde
| Épreuve / Édition     | Sprint                           | Sprint                           | 10 km                            | 10 km                            | Poursuite / Skiathlon 2 × 7,5 km | 30 km | Relais | Relais   |
| Épreuve / Édition     | libre                            | classique                        | libre                            | classique                        | Poursuite / Skiathlon 2 × 7,5 km | 30 km | Sprint | 4 × 5 km |
| Mondiaux 2011 Oslo    | 11e                              | Épreuve inexistante à cette date | Épreuve inexistante à cette date | —                                | —                                | —     | —      | —        |
| Mondiaux 2015 Falun   | Épreuve inexistante à cette date | 94e                              | —                                | Épreuve inexistante à cette date | —                                | —     | —      | —        |
| Mondiaux 2017 Lahti   | 4e                               | Épreuve inexistante à cette date | Épreuve inexistante à cette date | 15e                              | —                                | —     | —      | —        |
| Mondiaux 2019 Seefeld | 13e                              | Épreuve inexistante à cette date | Épreuve inexistante à cette date | -                                | -                                | -     | -      | -        |

Légende :
- : pas d'épreuve
- — : Non disputée par la skieuse

### Coupe du monde
- Meilleur classement général : 20e en 2010, 2017 et 2018.
- Meilleur classement en sprint : 3e en 2017.
- 13 podiums : 
  - 8 podiums en épreuve individuelle : 3 victoires, 1 deuxième place et 4 troisièmes places.
  - 5 podiums en épreuve par équipes : 3 deuxièmes places et 2 troisièmes places.

#### Courses à étapes
- 3 podiums, dont 1 victoire d'étape.
- Nordic Opening : 1 podium d'étape.
- Finales : 2 podiums d'étape, dont 1 victoire.

#### Détail des victoires individuelles
| Épreuve / Édition | Sprint     | Sprint    |
| Épreuve / Édition | libre      | classique |
| 2009-10           | Düsseldorf | Otepää    |
| 2017-18           | Dresde     |           |

##### Victoires d'étapes
| Date         | Lieu  | pays  | Compétition | Discipline |
| ------------ | ----- | ----- | ----------- | ---------- |
| 16 mars 2018 | Falun | Suède | Finales     | SP TL      |

Légende :

TC = classique

TL = libre

MS = départ en masse

HS = départ avec handicap

PU = poursuite

#### Classements détaillés
| Saison / Épreuve | Saison / Épreuve | Général | Général | Distance | Distance | Sprint | Sprint |
| Saison / Épreuve | Saison / Épreuve | Class.  | Points  | Class.   | Points   | Class. | Points |
| ---------------- | ---------------- | ------- | ------- | -------- | -------- | ------ | ------ |
| 2010             | 2010             | 20e     | 338     |          |          | 5e     | 338    |
| 2011             | 2011             | 33e     | 232     |          |          | 10e    | 232    |
| 2012             | 2012             | 111e    | 2       |          |          | 77e    | 2      |
| 2013             | 2013             | 81e     | 30      |          |          | 48e    | 30     |
| 2014             | 2014             | 63e     | 70      |          |          | 35e    | 70     |
| 2015             | 2015             | 31e     | 217     | -        | -        | 8e     | 217    |
| 2016             | 2016             | 26e     | 310     | 37e      | 48       | 11e    | 234    |
| 2017             | 2017             | 20e     | 420     | 41e      | 61       | 3e     | 359    |
| 2018             | 2018             | 20e     | 384     | 55e      | 31       | 4e     | 331    |
| 2019             | 2019             | 44e     | 161     | 76e      | 7        | 20e    | 154    |
| 2020             | 2020             | 124e    | 1       | -        | -        | 91e    | 1      |
| 2021             | 2021             | 47e     | 90      | -        | 60       | 18e    | 90     |

### Championnats du monde junior
- Médaille d'argent du relais en 2008 et 2009.

### Coupe de Scandinavie
- 4 podiums, dont 3 victoires.

### Championnats de Suède
- 4 titres en sprint : 2011, 2014, 2015 et 2019.
- 1 titre en sprint par équipes : 2017.